# Huawei U8110
El Huawei U8110 es un teléfono móvil de bajo costo con sistema operativo Android versión 2.1 (Eclair). Tiene 256 MB de RAM y 512 MB de memoria interna, pantalla táctil resistiva de 2.8 pulgadas y resolución de 240 x 320 (QVGA). El microprocesador es de Qualcomm y funciona a 528 MHz.
En 2010 en España, lo empezaron a ofertar compañías de telefonía móvil como Movistar (comercializado como Ivy) o Yoigo (comercializado como Selina). Fuera de España, este modelo lo comercializa T-Mobile y se conoce como Pulse Mini.

## Firmware / ROMs
Huawei U8110 salió a la luz inicialmente con Android 2.1 y no hay ninguna actualización oficial.

### Firmware no oficial
Es posible conseguir root en el U8110 usando software desarrollado por la comunidad Android. También se puede instalar una imagen de recuperación especial.
La comunidad ha creado nuevas ROMs añadiendo varias funcionalidades no disponibles en el firmware oficial, como soporte para los sistema de ficheros EXT2/3/4 y Busybox.
El firmware de Huawei U8230 fue portado a U8110 para eliminar el customizado de T-Mobile, entre otros cambios.
El 12 de mayo de 2010, se publicó la versión de Android 2.1 en Modaco Forums.
El 8 de octubre, Tom G de Modaco Forums portó la beta de Android 2.2 de CyanogenMod 6.
También hay un proyecto paralelo para que CyanogenMod soporte Huawei U8110.